# Pyroptose
Die Pyroptose ist ein stark entzündliches Todesprogramm, das Wirbeltierzellen aktivieren, die mit intrazellulären Erregern (z. B. Viren oder Bakterien) infiziert sind, um eine Ausbreitung der Infektion zu verhindern. Die Bezeichnung wurde 2001 geprägt und bedeutet Feuer- oder Fiebertod.

## Funktion
Die Pyroptose soll die Ausbreitung einer innerzellulären Infektion verhindern. Das klassische Beispiel sind Makrophagen, die von Salmonella typhimuroum, Shigella flexneri, Listerien, Legionellen oder anderen Bakterien befallen sind, die in ihrem Zytoplasma leben. Auch Zellen der Darmschleimhaut, die mit Salmonellen infiziert sind, sterben durch Pyroptose und entlassen dabei die Bakterien wieder in das Darmlumen. So verhindern sie, dass die Salmonellen durch die Darmschleimhaut-Barriere tiefer ins Gewebe eindringen.

## Mechanismus
Der Zelltod wird durch Inflammasomen vermittelt. Diese Proteinkomplexe bestehen typischerweise aus Sensoren oder Rezeptoren für bakterielle Moleküle und andere Zellstress-Signale, dem Enzym Caspase-1 und Adapterproteinen. Die Zusammenlagerung dieser Komponenten im Inflammasom aktiviert die Caspase-1. Das Enzym zerschneidet daraufhin vermutlich Proteine, die an der Glykolyse beteiligt sind. So wird die Herstellung des Energieträgers ATP unterbunden, den sowohl die Pathogene als auch die Wirtszelle benötigen.
Caspase-1 zerschneidet zudem die Vorformen der Zytokine IL-1β und IL-18, sodass sie aktiviert und ausgeschieden werden. Sie lösen eine lokale Entzündung aus und locken Immunzellen an, vor allem Neutrophile. Diese bekämpfen die Bakterien, die aus den infizierten Zellen ausgestoßen werden oder entkommen. Neutrophile selbst können, anders als Makrophagen, keine Pyroptose durchlaufen. Die gleichzeitige Freisetzung von Zytokinen, Bakterien, antimikrobiellen Substanzen und Gefahrensignalen (Damage-associated molecular Patterns, DAMPs) führt zu einer starken Entzündungsreaktion.

## Parallelen und Unterschiede zur Apoptose
An der Pyroptose sind, ebenso wie an der intrinsischen Apoptose, Enzyme aus der Caspase-Familie beteiligt: Pathogen-Bestandteile (pathogen-associated molecular patterns, PAMPs) bei der Pyroptose bzw. das Mitochondrien-Protein Cytochrom C bei der Apoptose lösen den Zusammenbau von Caspase-haltigen Proteinkomplexen (Inflammasomen respektive Apoptosomen) aus, die die späteren Schritte des programmierten Zelltods ausführen. Die Ähnlichkeit der Wirkmechanismen wird auf die strukturelle Ähnlichkeit und Verwandtschaft von Bakterien und Mitochondrien zurückgeführt: Die Mitochondrien, deren Zerstörung ein zentraler Schritt der intrinsischen Apoptose ist, sind als Endosymbionten evolutionär aus innerzellulären Bakterien hervorgegangen.
Anders als bei der weitgehend still, also nicht entzündlich verlaufenden Apoptose entstehen bei der Pyroptose jedoch Poren in der äußeren Membran der Zellen, die daraufhin wegen des osmotischen Drucks anschwellen und schließlich platzen (Lyse). In dieser Hinsicht ähnelt die Pyroptose eher der Nekrose.

## Pathologische Effekte
Ein übermäßiges pyroptotisches Makrophagen-Sterben kann das Immunsystem schwächen, dem es dann an professionellen Fresszellen und antigenpräsentierenden Zellen mangelt.
Im Zuge einer HIV-Infektion sterben infizierte ruhende T-Lymphozyten durch Pyroptose ab, ohne dass die Retroviren dadurch gänzlich eliminiert würden: Sie weichen in andere T-Lymphozyten aus, die dann durch Apoptose sterben. Der Mangel an T-Helferzellen führt schließlich zu AIDS.
Wenn aus zahlreichen pyroptotischen Zellen zugleich große Mengen an Gefahrensignalen oder DAMPs austreten, kann es zu einer Sepsis und einem Zytokinsturm kommen: Eine Massenausschüttung von Zytokinen lockt zahlreiche Immunzellen an, die ihrerseits weitere Zytokine ausschütten usw.
Auch an Autoimmunerkrankungen kann Pyroptose beteiligt sein, wenn bei der Lyse der Zellen Autoantigene freigesetzt werden, die Attacken autoreaktiver Immunzellen auslösen oder verstärken. Allerdings wurden nur bei wenigen Autoimmunerkrankungen Pathogene als Auslöser nachgewiesen. Vermutlich können die Zellen von Menschen mit entsprechender genetischer Veranlagung auch ohne einen solchen Auslöser eine Pyroptose durchlaufen.